# William Wilkins (építész)

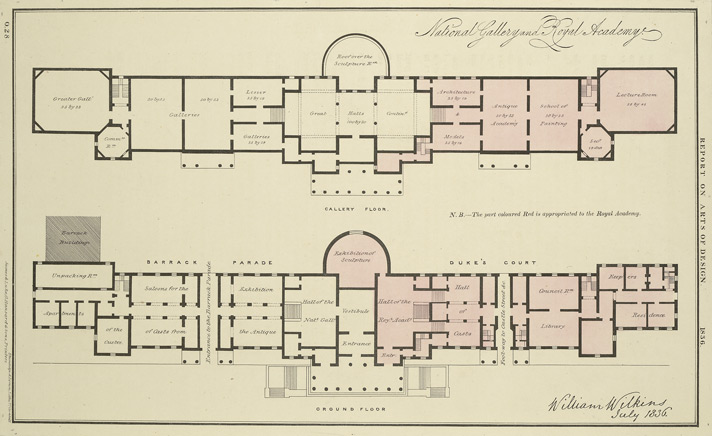
William Wilkins 1836-ban készített eredeti terve a National Gallery és a Királyi Művészeti Akadémia épületéhez

William Wilkins (Norwich, 1778. augusztus 31. – Cambridge, 1839. augusztus 31.) angol építész, akadémikus és régész.

## Életpályája
Cambridge-ben tanult, majd Itáliában, Görögországban és Törökországban járt tanulmányúton. Mintaképének a görög építészetet tekintette, már 1807-ben megjelentette könyvét a nagy görög antikvitásról (The Antiquities of Magna Graecia). Az építészetben, a régészetben és a szakírói tevékenységben egyaránt kiválót alkotott.
Beleszületett a barokk korba, de ő már korántól kezdve az ókori kultúráknak az archeológia által feltárt értékeit tette hozzáférhetővé, egyik meghonosítója volt hazájában a görög neoklasszicista építészetnek. A hagyományos angol palladionizmus és gotizálás minden brit építésznél, mint hagyomány szerepel, természetesen Wilkins is, kedvelt ógörög neoklasszicista stílusú épületei mellett, tervezett hagyományos angol gót stílusban is, ha a megrendelő, s a már meglévő épített környezet úgy kívánta.
Legkiválóbb és legmonumentálisabb alkotása a ma is világhíres National Gallery neoklasszicista épülete London szívében, a Trafalgar téren. Nem épülhetett pontosan William Wilkins eredeti tervei szerint, mert a királyi költségvetésből kevesebbre futotta. A Nemzeti Képtár és a Királyi Művészeti Akadémia mindössze 1868-ig fért meg egy épületben. A Galéria állományának gyarapodása miatt az Akadémia a Burlington-házba költözött. Az angolok a későbbi bővítések miatt sokat bírálták az épületet, de az épület nyugodt klasszicizmusával ma is a világ egyik legszebb múzeuma, gyűjteményszervezése és működtetése révén is.
A Corpus Christi College kápolnájában temették el (Cambridge), ami saját munkái között a kedvence volt.

## Építményei (válogatott)

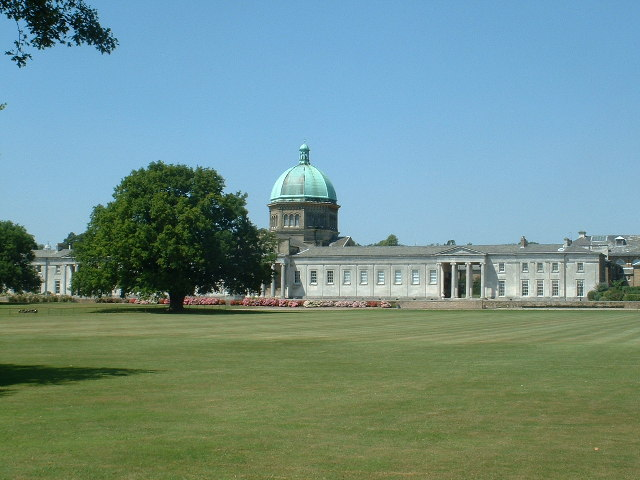
East India Company College, Haileybury

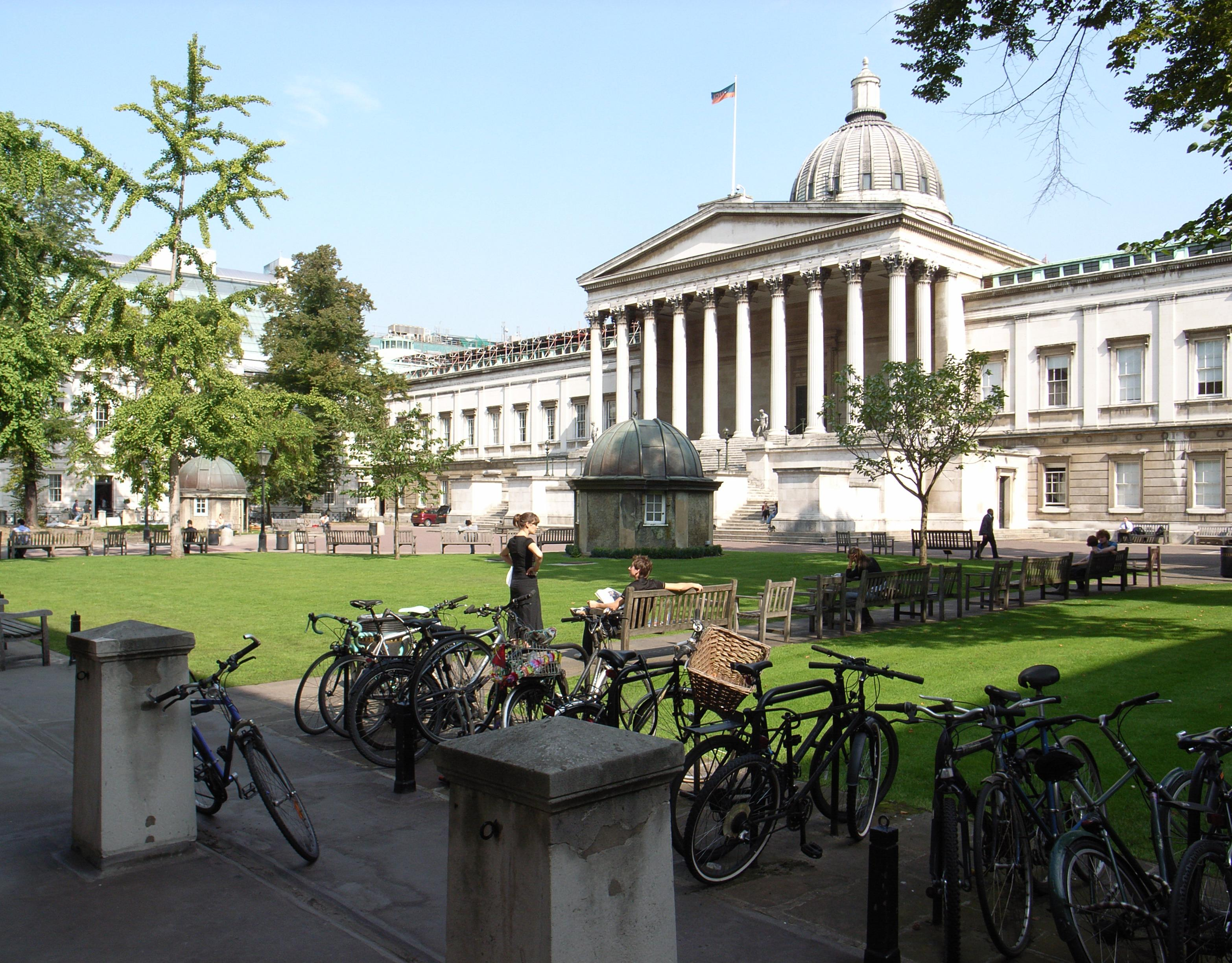
University College, London

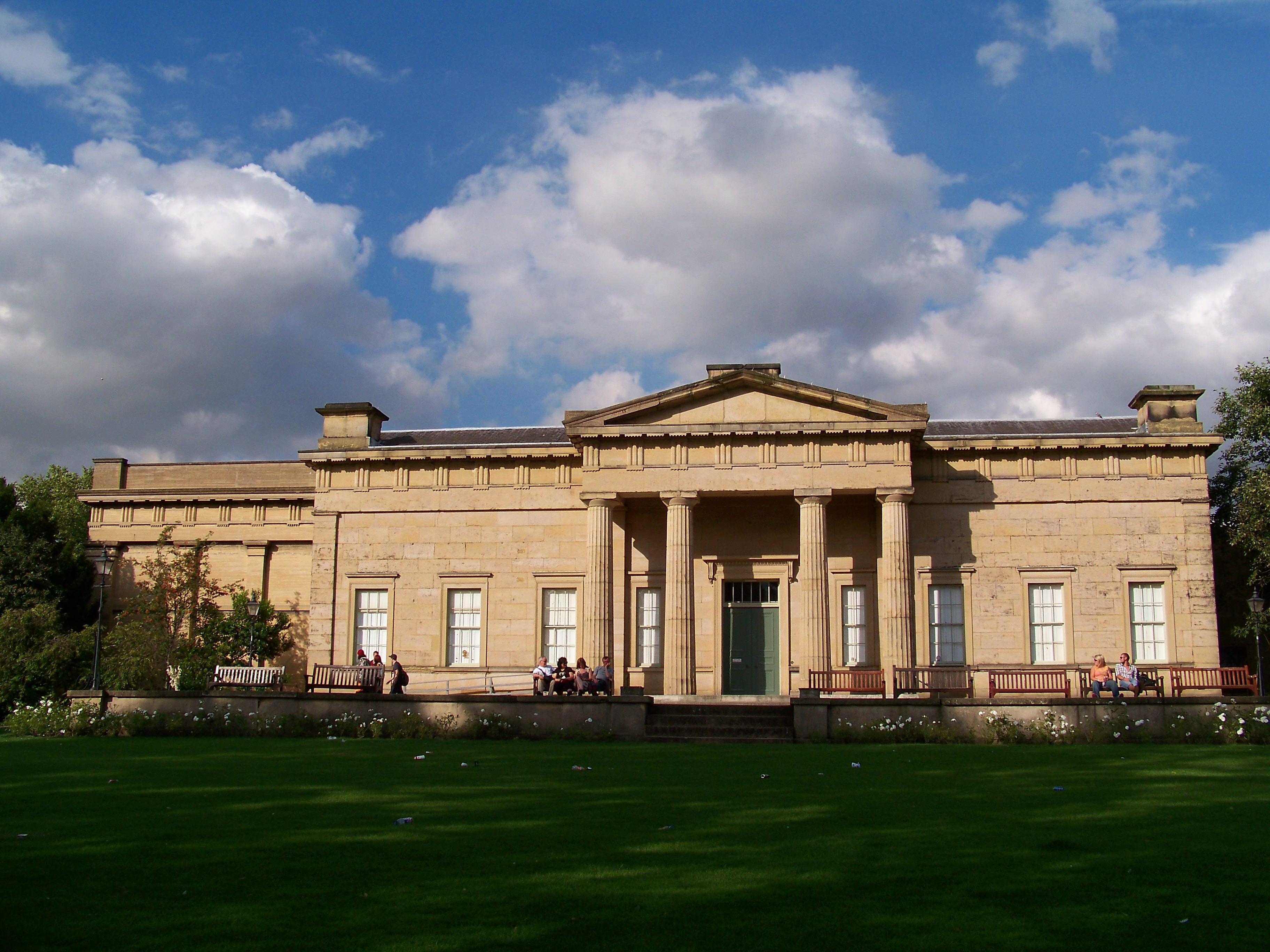
Yorkshire-i Múzeum

### Neoklasszicista stílusban
- 1805 Downing College, Cambridge (1805 tervezés, felépítés 1807-1820)[6]
- 1809 East India Company College,[7] Haileybury (ma Haileybury College)
- 1819 Királyi Színház (Theatre Royal), Bury St. Edmunds
- 1825-1832 University College, London
- 1830 Yorkshire Múzeum (Yorkshire Museum)
- 1836-1838 Nemzeti Képtár (National Gallery), London

### Angol gótikus stílusban,1820-as évek
- King's College, Cambridge University
- Trinity College, Cambridge University
- Corpus Christi College, Cambridge University
- United University Club, London, a Pall Mallban (John Peter Gandyvel)

## Szakkönyvei
- 1807 Antiquities of Magna Graecia (az ókori görög építészetről)
- 1812 Civil Architecture of Vitruvius (Vitruvius építészetéről)
- 1816 Atheniensia (az ókori Athén építészetéről)
- 1837 Prolusiones Architectonicae (építészeti bevezető)

## Társasági tagság
- Royal Academy (1826)-tól

## Külső hivatkozások
- William Wilkins szakírói munkássága angolul Archiválva 2011. május 20-i dátummal a Wayback Machine-ben